# جوزيف بنديك
جوزيف بنديك (10 مارس 1898 – 11 أكتوبر 1977) هو مبارز بالسيف تشيكوسلوفاكي راحل، مثّل بلاده في الألعاب الأولمبية الصيفية 1936.

## روابط رياضية
جوزيف بنديك على موقع أوليمبيديا (الإنجليزية)
- جوزيف بنديك على موقع اللجنة الأولمبية التشيكية (التشيكية)